# Jaganath Rao Bhonsle

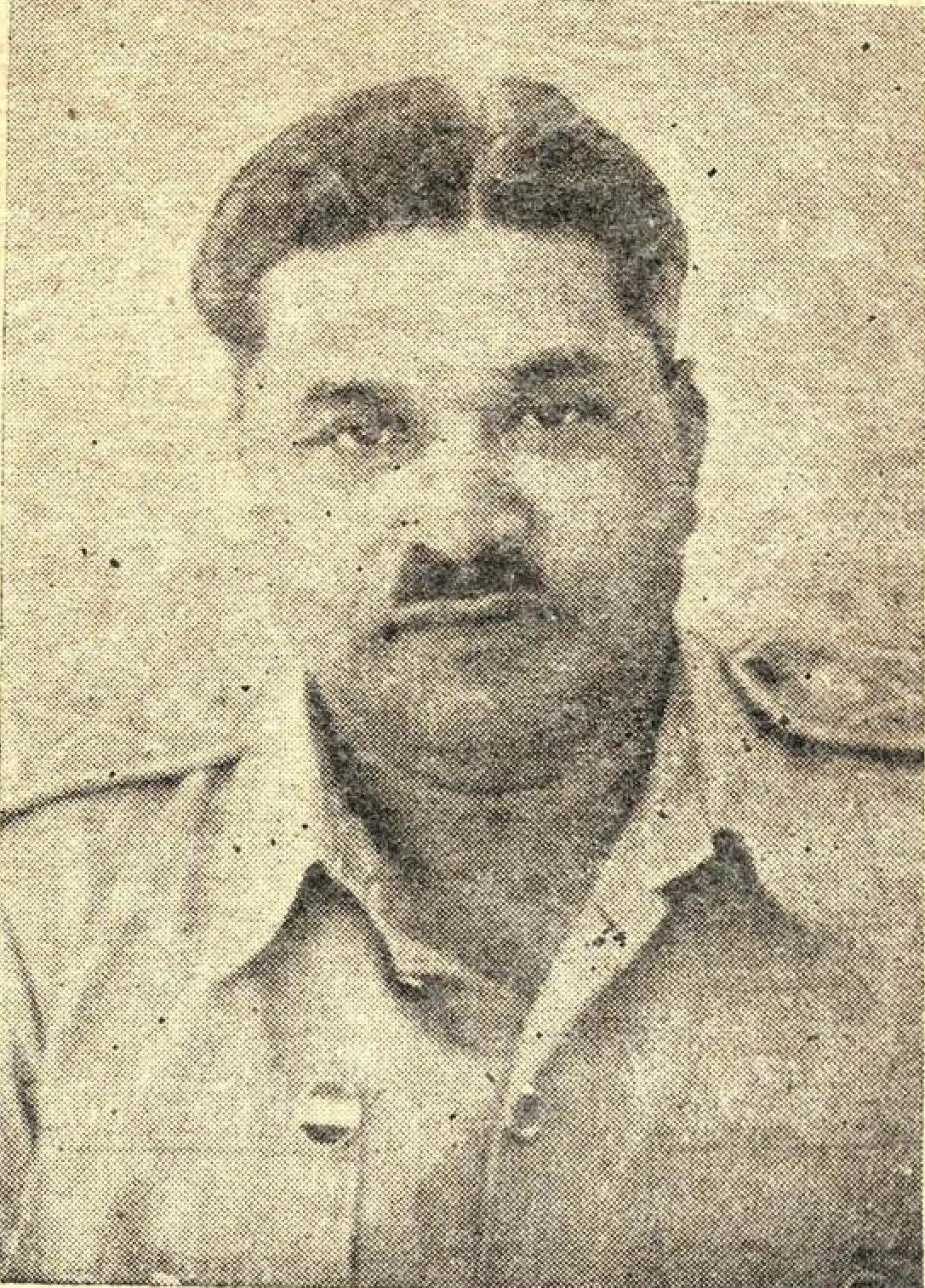

El Mayor General Jaganath Rao Bhonsle, también conocido como Jagannathrao Krishnarao Bhonsle, (20 de abril de 1906 – 14 de mayo de 1963) fue un oficial militar indio, un independentista, un activista y un político. Siendo miembro del Ejército Nacional Indio, Bhonsle sirvió como ministro de fuerzas armadas de la India Libre. Después de la guerra, fue un Miembro del Parlamento (MP) de la India después de la independencia.
Bhonsle nació en el pueblo de Tiroda en Maharashtra, y luego fue parte de la Presidencia de Bombay del Raj británico, y fue un miembro de la familia real de Tirodkar Bhonsle. Él se graduó del Colegio Militar Indio Príncipe de Gales en Dehradun en 1926 y luego fue a la Universidad Militar Real Sandhurst, donde el 2 de febrero de 1928 le fue dado el cargo de subteniente. Luego pasó un año ligado a un regimiento del Ejército Británico en la India antes de ser asignado a una unidad permanente en el Ejército Británico Indio el 12 de abril de 1929, el cual fue el 5° Batallón Real del 5° de Infantería Ligera Mahratta. Él fue promovido a teniente el 2 de mayo de 1930, y a capitán el 2 de febrero de 1937. Luchó en la Batalla de Singapur y fue tomado como prisionero de guerra después de la Caída de Singapur.
Él fue uno de los primeros voluntarios del Primer Ejército Nacional indio dirigido por Mohan Singh, dónde fue asignado como comandante de la Fuerza de Campo del Indostán. Después de que este ejército colapso debido a desacuerdos con el japoneses, la Liga de la Independencia India reunió sus remanentes bajo el mando de Mohammed Zaman Kiani como Comandante del Ejército y Bhonsle como Director del Buró Militar, el cual estaba a cargo de la política general y finanzas de la Ejército Nacional Indio. Después de la formación del segundo Ejército Nacional indio en 1943, dirigido por Subhas Chandra Bose, Bhonsle se convirtió en Jefe de Personal y sirvió en esta posición hasta el fin de la guerra. Después de la muerte de Bose en un vuelo a Tokio en agosto de 1945, Bhonsle quedó en cargo del Ejército Nacional Indio desde Bangkok, donde  fue capturado por las fuerzas británicas. Después de la caída de Japón en 1945, Bhonsle regresó a Mumbai, y fundó la Organización de Ex Servidores de la India, una organización para veteranos indios de las Guerras Mundiales. El sería el Presidente de la organización hasta que fue elegido como miembro del Lok Sabha en 1951.
Después de la independencia de la India, Bhonsle fue nombrado Ministro de Rehabilitación por el Primer ministro Jawaharlal Nehru, ayudando a inmigrantes hindúes del recientemente fundado Pakistán a conseguir una buena vida en la India. Trabajando por la rehabilitación de los migrantes de la comunidad sindi, fue honrado por la comunidad sindi y le agradecieron por su trabajo en una carta abierta. Bhonsle fue además, electo como Miembro del Parlamento con unos arrasadores 40,940 votos en las primeras elecciones para el Lok Sabha, sirviendo en el distrito electoral de Ratnagiri Norte en el estado de Mumbai. Fue el principal autor del Esquema de Servicio Nacional, a pesar de que él no vivió para verlo, porque moriría 6 años antes de su establecimiento en 1969.